# Чирио, Альберто
Альберто Чирио (итал. Alberto Cirio; 6 декабря 1972, Турин) — итальянский политик, губернатор Пьемонта (с 2019).

## Биография
Получил высшее юридическое образование в Туринском университете. В 1995 году в 23 года занялся политикой, выставив свою кандидатуру от Лиги Севера на выборах в коммунальный совет города Альба. Набрав 100 голосов, не получил депутатский мандат, но был назначен заместителем мэра и занимал эту должность два года, а позднее вернувшись к ней на период 1999—2004 годов. В 2004 году пошёл на новые местные выборы уже как кандидат партии Вперёд, Италия и был избран в коммунальный совет Альбы, набрав 941 голос, после чего вновь занял должность заместителя мэра. В 2005 году прошёл в региональный совет Пьемонта, заручившись поддержкой почти 11 тысяч избирателей и стал вице-президентом компании по поддержке туризма в Альбе, Бра, Ланге и Роеро, а также президентом управляющей компании Национальной ярмарки белого трюфеля в Альбе (с 2003 по 2010 год), а также вице-президентом футбольного клуба «Альбезе» и президентом туристического центра Bocciofila в Альбе. В 2010 году на очередных региональных выборах представлял новую партию Народ свободы и получил около 14,5 тысяч голосов, после чего был назначен региональным асессором просвещения, туризма и спорта.
В 2014 году победил на европейских выборах, оказавшись в Северо-западном округе третьим в списке возрождённой партии Вперёд, Италия (35397 голосов). В Европейском парламенте входил в разные комиссии, в том числе занятые защитой окружающей среды, вопросами продовольственной безопасности, общественным здравоохранением и развитием сельского хозяйства.
На региональных выборах 26 мая 2019 года возглавил правоцентристскую коалицию, которая добилась успеха с общим результатом 49,9 %. Наибольший вклад внесла Лига Севера, которую поддержали 37,1 % избирателей, затем «Вперёд, Италия» (8,4 %) и Братья Италии (5,5 %). Два оставшихся списка — Sì Tav Sì Lavoro per il Piemonte (Да скоростным железным дорогам Да работа для Пьемонта) и Libertas Udc — Ppe (Либертас СЦ — ЕНП) набрали по 1 % с лишним и не получили ни одного места в региональном совете.
30 сентября 2020 года в Турине появились листовки, на которых фото Альберто Чирио было размещено вместо Альдо Моро на широко известном и узнаваемом фотоснимке, сделанном «Красными бригадами» после похищения бывшего премьер-министра Италии. Надпись на листовке гласила: I cosplayer che vogliamo (Косплееры, которых мы хотим). Расследованием угрозы занялся спецотдел полиции Италии DIGOS.
9 июня 2024 года по итогам региональных выборов в Пьемонте победу с результатом 56,1 % одержала возглавляемая Чирио правоцентристская коалиция при участии партий Братья Италии, Вперёд, Италия, Лига за Сальвини премьера и других. Сильнейший соперник — левоцентристская коалиция на основе Демократической партии и Альянса зелёных и левых — заручилась поддержкой 33,5 % избирателей.

## Награды
- Орден «За заслуги» III степени (4 сентября 2023 года, Украина) — за весомый личный вклад в укрепление межгосударственного сотрудничества, поддержку государственного суверенитета и территориальной целостности Украины, популяризацию Украинского государства в мире[7].